# 디노 드 로렌티스

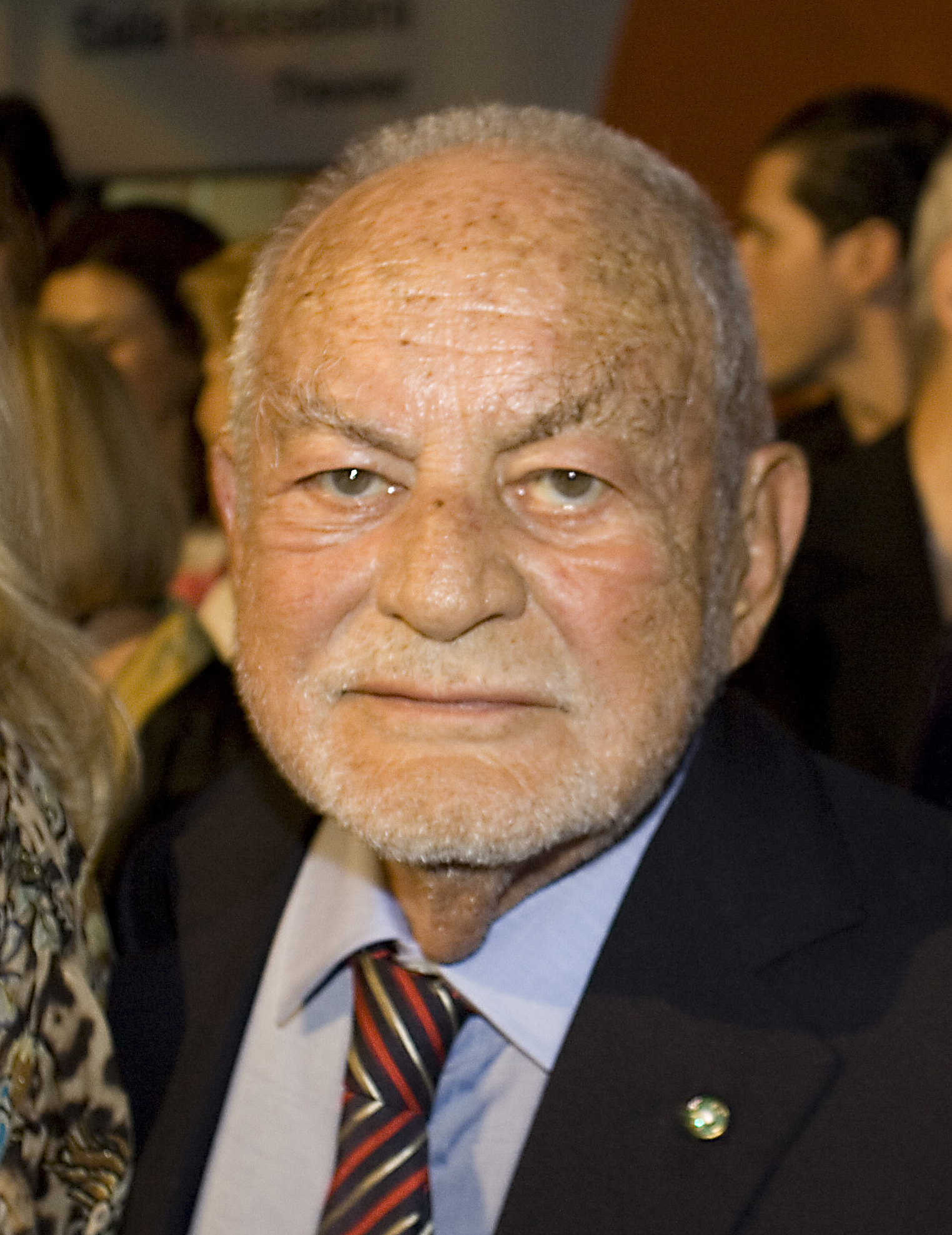

디노 데 라우렌티스(Dino De Laurentiis, 본명: Agostino "Dino" De Laurentiis, 1919년 8월 8일 ~ 2010년 11월 10일)는 이탈리아계 미국인 영화 프로듀서이다. 제2차 세계 대전 전후 카를로 폰티와 함께 국제 무대에 이탈리아 영화를 알린 프로듀서들 중 한 명이었다. 500개 이상의 영화를 직접 또는 공동 제작했으며 그 중 38개가 아카데미상 후보로 지목되었다. 1930년대 말과 1940년대 초에 짧은 배우 경력을 쌓았다.

## 프로듀싱한 영화
- 쓰디쓴 쌀
- 유로파 (1952년 영화)
- 길 (1954년 영화)
- 나폴리의 황금
- 율리시즈 (1954년 영화)
- 전쟁과 평화 (1956년 영화)
- 카비리아의 밤
- 더 그레이트 워
- 벌지 대전투
- 이방인 (1967년 영화)
- 다섯 마녀 이야기
- 바바렐라
- 안지오의 영웅들
- 비설 (1969년 영화)
- 나폴레옹 (1970년 영화)
- 살인 영장
- 형사 서피코
- 데스 위시 (1974년 영화)
- 만딩고
- 킹콩 (1976년 영화)
- 버팔로 빌과 인디언들
- 마지막 총잡이
- 브링크 도난 사건
- 허리케인 (1979년 영화)
- 제국의 종말
- 할로윈 2: 저주받은 병실
- 래그타임 (영화)
- 코난 - 바바리안
- 할로윈 3
- 데드존
- 바운티 호의 반란 (1984년 영화)
- 초능력 소녀의 분노
- 코난 2 - 디스트로이어
- 듄 (1984년 영화)
- 이어 오브 드래곤
- 레드 소냐
- 고릴라 (영화)
- 블루 벨벳 (영화)
- 맨헌터
- 킹콩 2
- 백만달러 대소동
- 이블 데드 2
- 베드룸 윈도우
- 광란의 시간
- 강아지를 타고 온 건달들
- 초보 영웅 컵스
- 이블 데드 3 - 암흑의 군단
- 육체의 증거
- 공포의 럼펄스킨
- 어쌔신 (1995년 영화)
- 바운드 (1996년 영화)
- 브레이크다운 (영화)
- U-571 (영화)
- 한니발 (2001년 영화)
- 레드 드래곤 (영화)
- 마지막 군단
- 한니발 라이징 (영화)
- 버진 테리토리